# Nothocasis costimaculata
Nothocasis costimaculata är en fjärilsart som beskrevs av Hubert Höfer 1930. Nothocasis costimaculata ingår i släktet Nothocasis och familjen mätare. Inga underarter finns listade i Catalogue of Life.